# فرانسیس بیلی
فرانسیس بیلی (انگلیسی: Francis Baily; ۲۸ آوریل ۱۷۷۴ – ۳۰ اوت ۱۸۴۴) دانشمند در زمینه اخترشناسی اهل پادشاهی متحد بریتانیای کبیر و ایرلند بود.
وی همچنین برندهٔ جوایزی همچون مدال طلائی انجمن سلطنتی اختر شناسان و همکار انجمن سلطنتی شده‌است.